# Sarcodon fuscoindicus
Sarcodon fuscoindicus är en svampart som först beskrevs av K.A. Harrison, och fick sitt nu gällande namn av Rudolf Arnold Maas Geesteranus 1967. Sarcodon fuscoindicus ingår i släktet Sarcodon och familjen Bankeraceae.   Inga underarter finns listade i Catalogue of Life.

## Bildgalleri

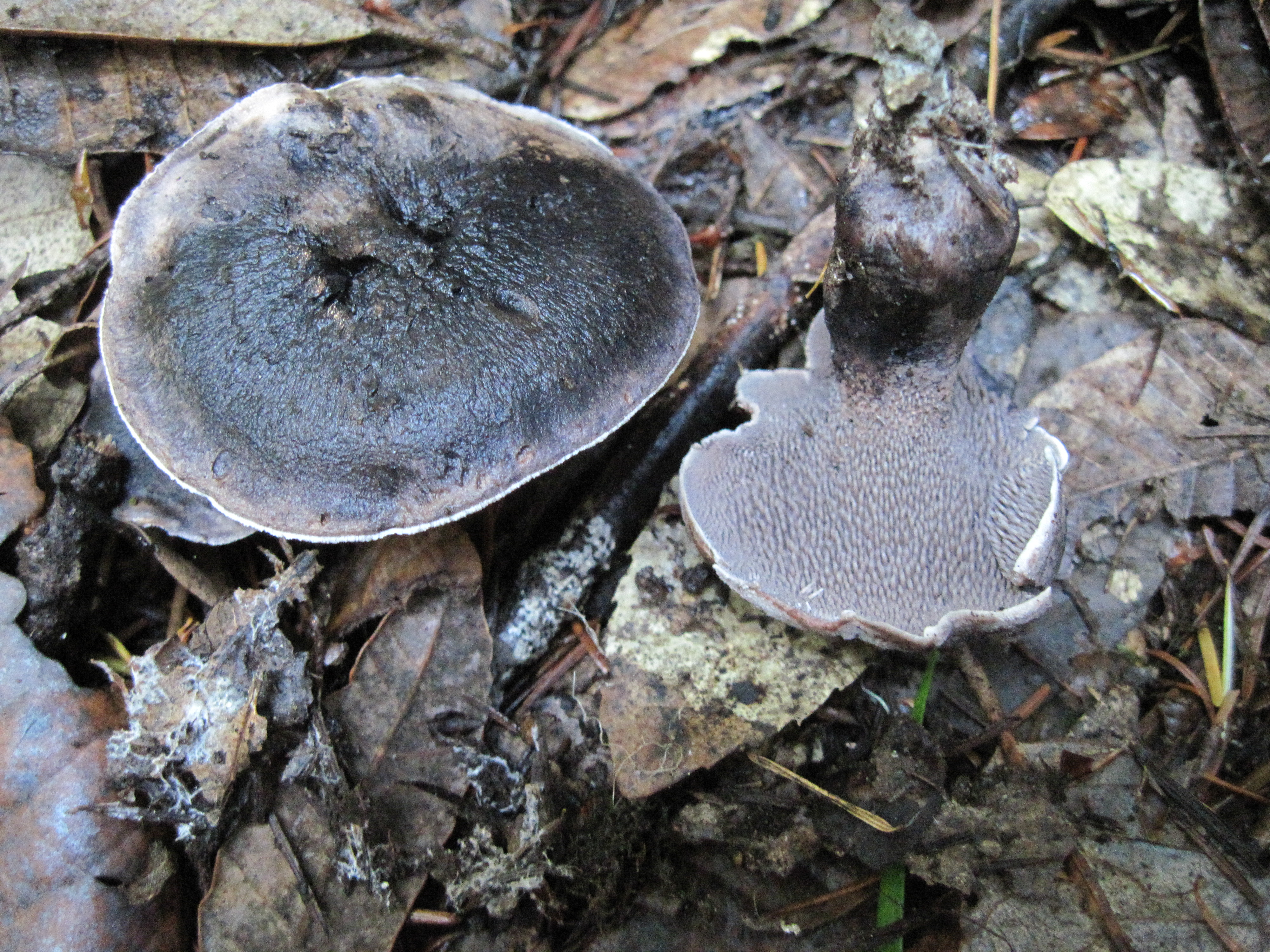